# Alwernia (gmina)
Alwernia – gmina miejsko-wiejska w województwie małopolskim, w powiecie chrzanowskim. W latach 1975–1998 gmina położona była w województwie krakowskim.
Siedzibą władz gminy jest miasto Alwernia.
Według danych z 2020 roku gminę zamieszkiwało 12 490 osób. Natomiast według danych z 31 grudnia 2017 roku gminę zamieszkiwało 12 641 osób.
Urbanizacja gminy: 27%.

## Struktura powierzchni
Według danych z roku 2002 gmina Alwernia ma obszar 75,27 km², w tym:
- użytki rolne: 55%
- użytki leśne: 32%

Gmina stanowi 20,26% powierzchni powiatu.

## Demografia

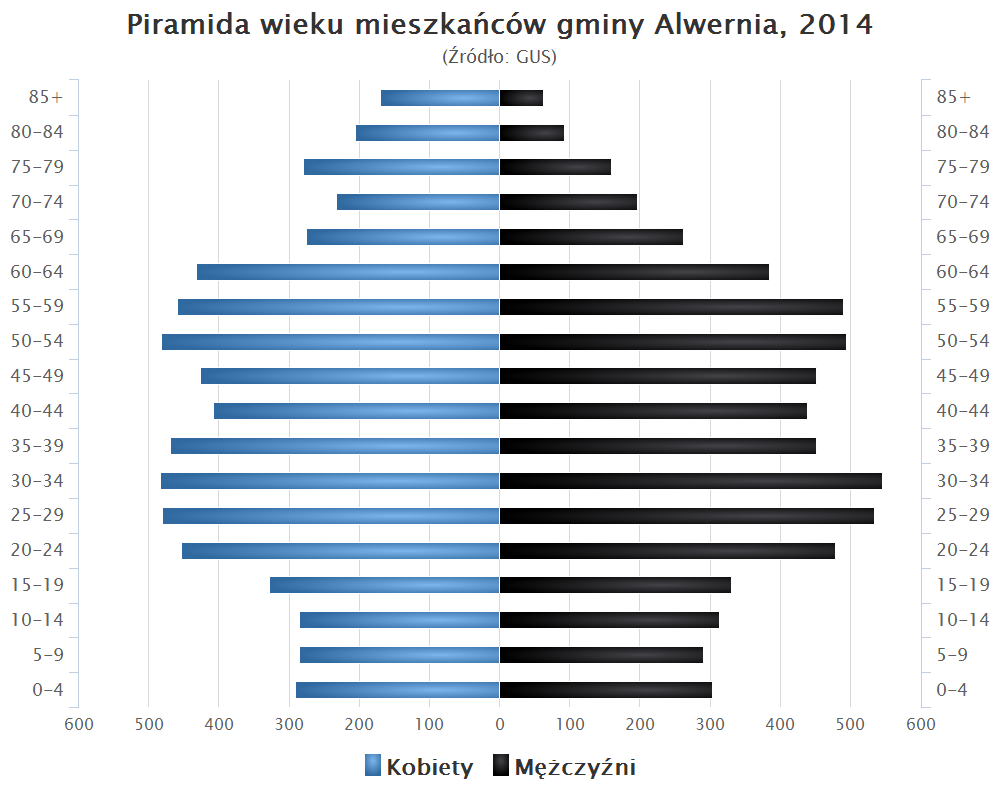
Piramida wieku mieszkańców gminy Alwernia w 2014 roku

Dane z 31 grudnia 2006:
| Opis                              | Ogółem | Ogółem | Kobiety | Kobiety | Mężczyźni | Mężczyźni |
| --------------------------------- | ------ | ------ | ------- | ------- | --------- | --------- |
| jednostka                         | osób   | %      | osób    | %       | osób      | %         |
| populacja                         | 12 726 | 100    | 6451    | 50,7    | 6275      | 49,3      |
| gęstość zaludnienia (mieszk./km²) | 169,1  | 169,1  | 85,7    | 85,7    | 83,4      | 83,4      |

## Miejscowości w gminie
- miasto Alwernia

wsie o statusie sołectwa:
- Brodła
- Grojec
- Kwaczała
- Mirów
- Nieporaz
- Okleśna
- Podłęże
- Poręba Żegoty
- Regulice
- Źródła

## Sąsiednie gminy
Babice, Chrzanów, Czernichów, Krzeszowice, Spytkowice, Trzebinia, Zator

## Miasta partnerskie
- Evron